# Switbert
Switbert – imię męskie pochodzenia staroangielskiego, od swith o znaczeniu „silny”. Św. Switbert, patron tego imienia, był mnichem benedyktyńskim i misjonarzem angielskim we Fryzji (VII/VIII wiek).
Switbert imieniny obchodzi 1 marca.